# Xã Starr, Quận Cloud, Kansas
Xã Starr (tiếng Anh: Starr Township) là một xã thuộc quận Cloud, tiểu bang Kansas, Hoa Kỳ. Năm 2010, dân số của xã này là 624 người.